# ... اما جداً
… اما جداً (به انگلیسی: …But Seriously) یک آلبوم از فیل کالینز است که در ۲۴ نوامبر ۱۹۸۹ منتشر شد.